# Bollard
Pour les articles homonymes, voir Bitte (homonymie), Billard (homonymie) et Boulard.

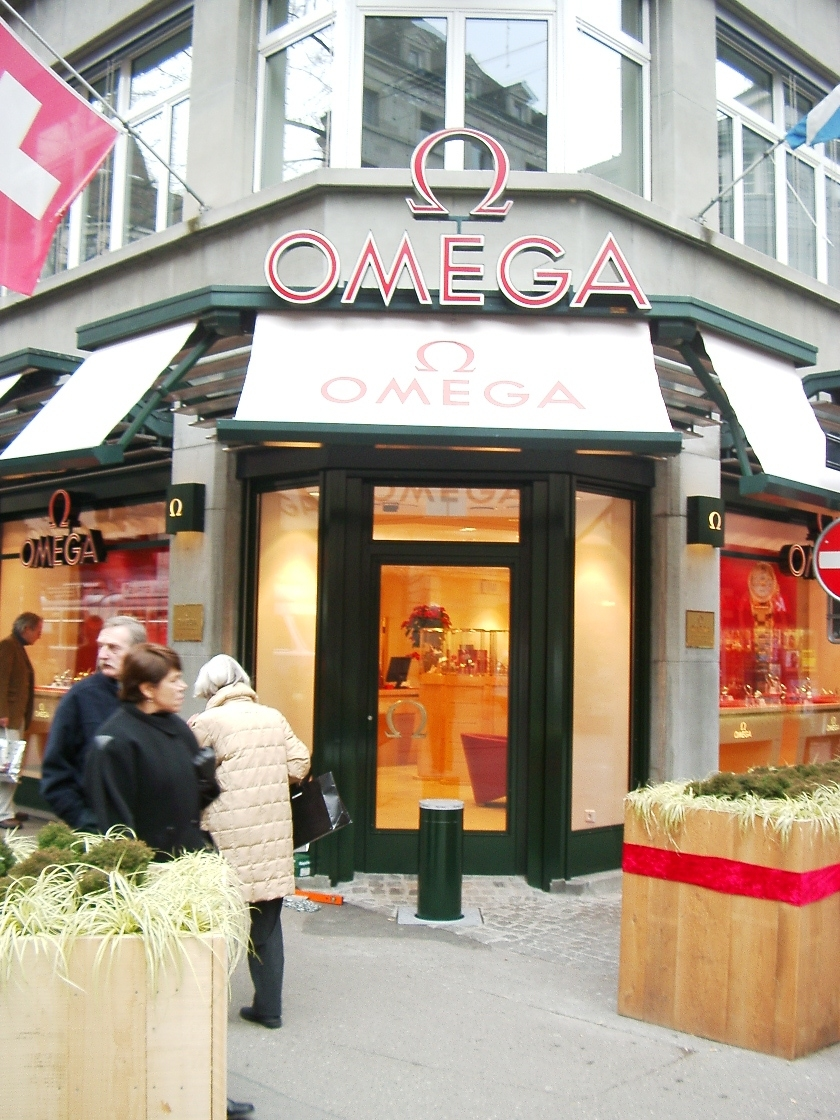
Bollard contre les voitures-bélier.

Un bollard, encore écrit billard, baulard, boulard ou borne d'amarrage, est à l'origine une grosse masse à la fois cylindrique et coudée qui sert à amarrer les navires. Ce terme du vocabulaire maritime a fini par désigner toute pièce de bois ou d'acier, cylindrique, fixée verticalement sur les quais, pour capeler l'œil des aussières ou pour signaler une limite ou restreindre un passage.
L'étymologie du mot vient du vieil anglais « bole » (tronc d'arbre) avec le suffixe franco-germanique péjoratif « ard »
Généralement doublé et monté sur le pont des navires, il est appelé bitte d'amarrage et sert à tourner l'autre extrémité des aussières. C'est la version « grand modèle » du taquet d'amarrage. Pour désigner l'organe à quai, le marinier emploie plutôt le terme de pieu.
Au XXIe siècle, ce mot désigne également une infrastructure destinée à diriger la circulation routière ou à empêcher l'accès à certains sites (plusieurs aéroports ont ainsi, devant leur entrée principale, une série de poteaux, alignés, qui rendent impossible tout passage de véhicules automobiles). Dans ce sens, en français, on parle plus souvent de borne anti-bélier, borne de protection, borne d'interdiction ou potelet.

## Photographies

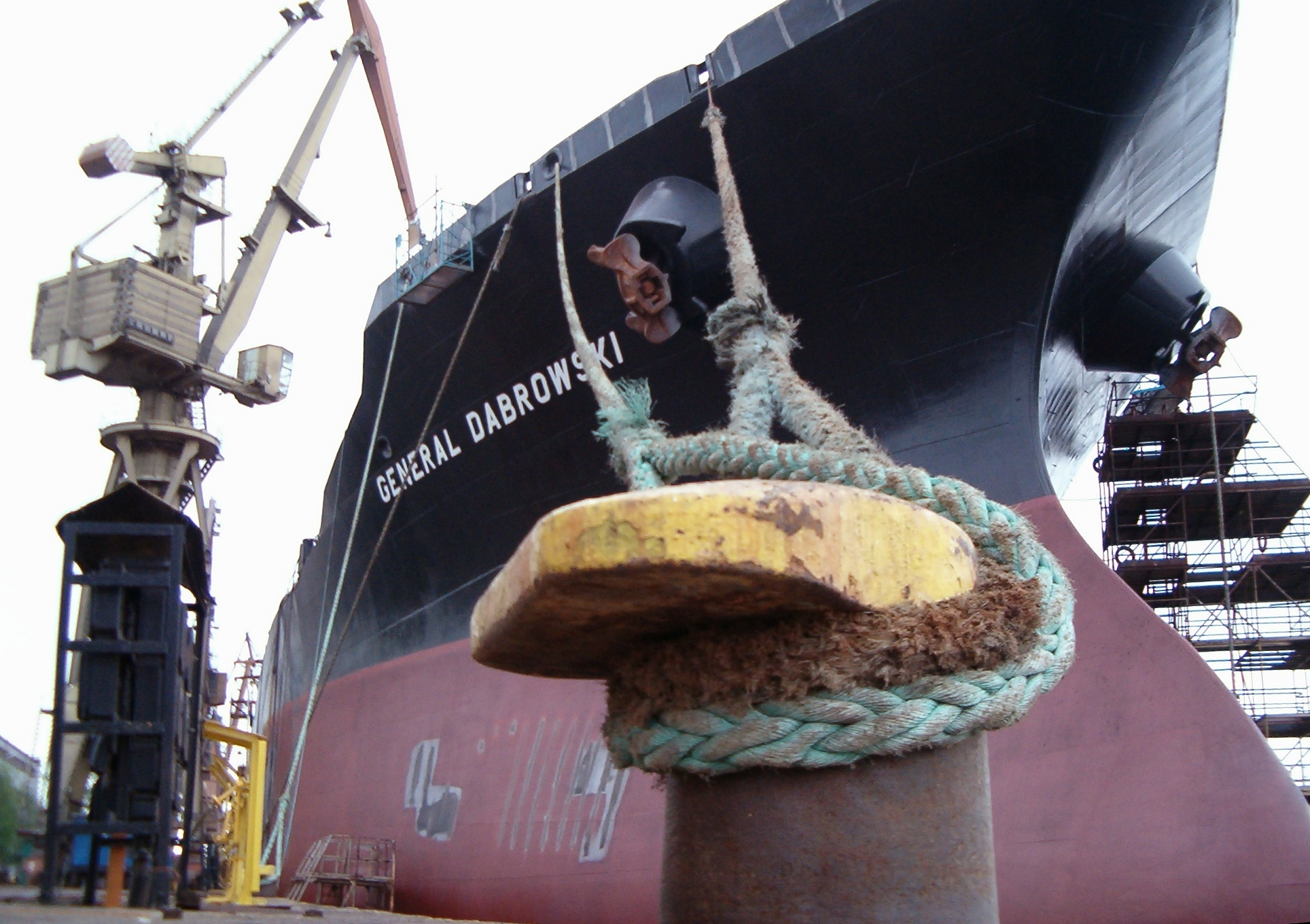
Sur le quai.
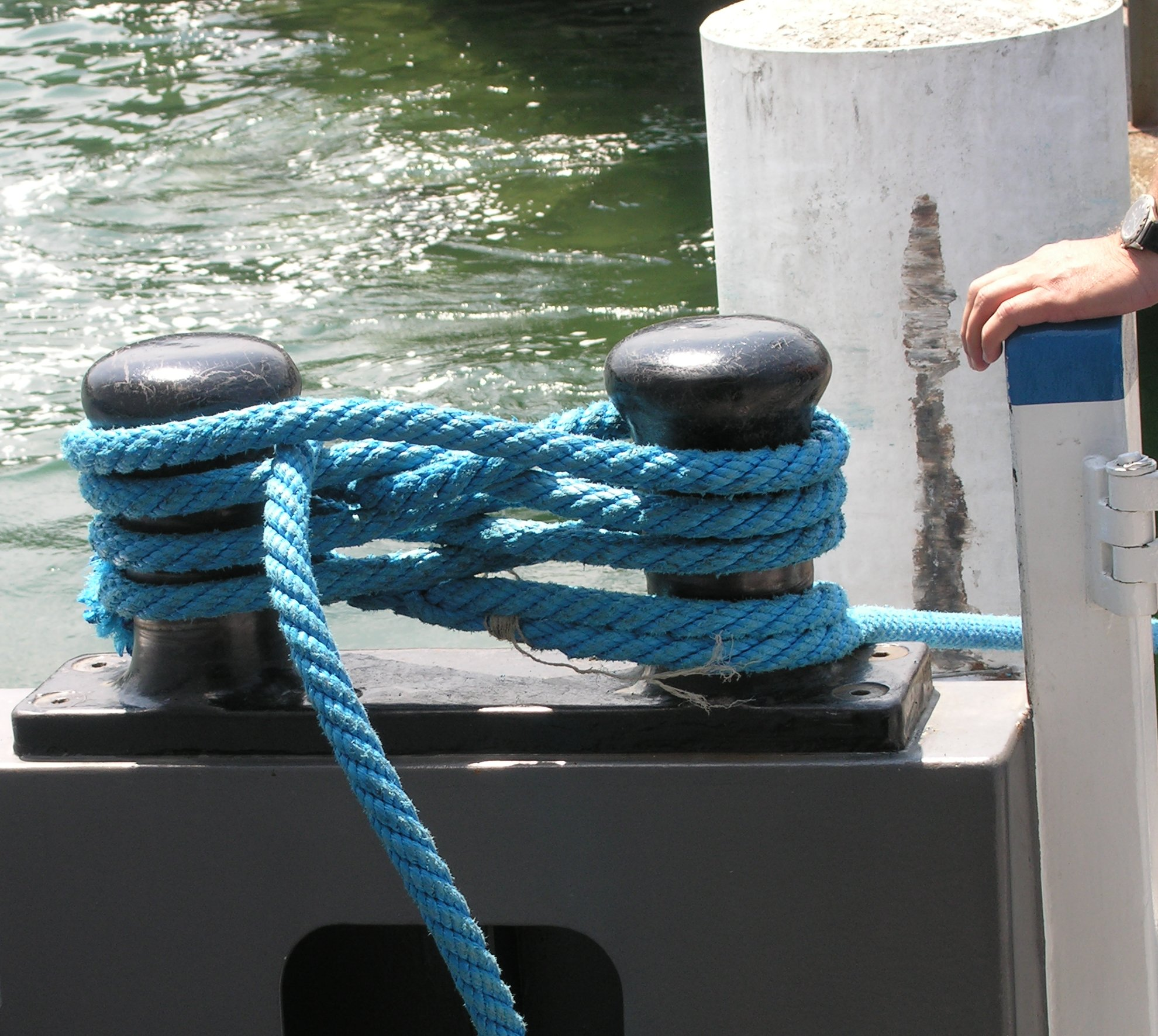
Sur le bateau.
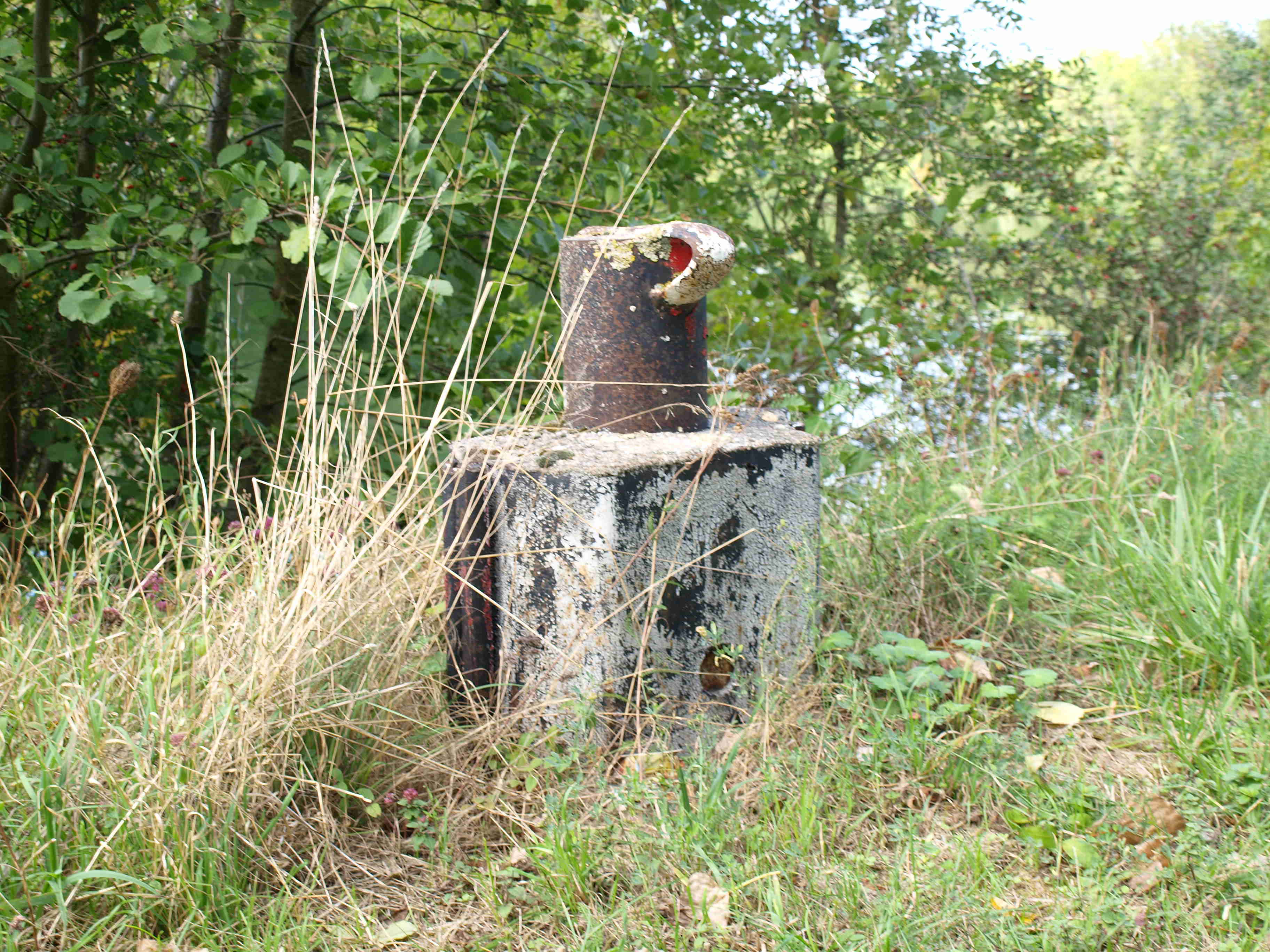
En rive de rivière.
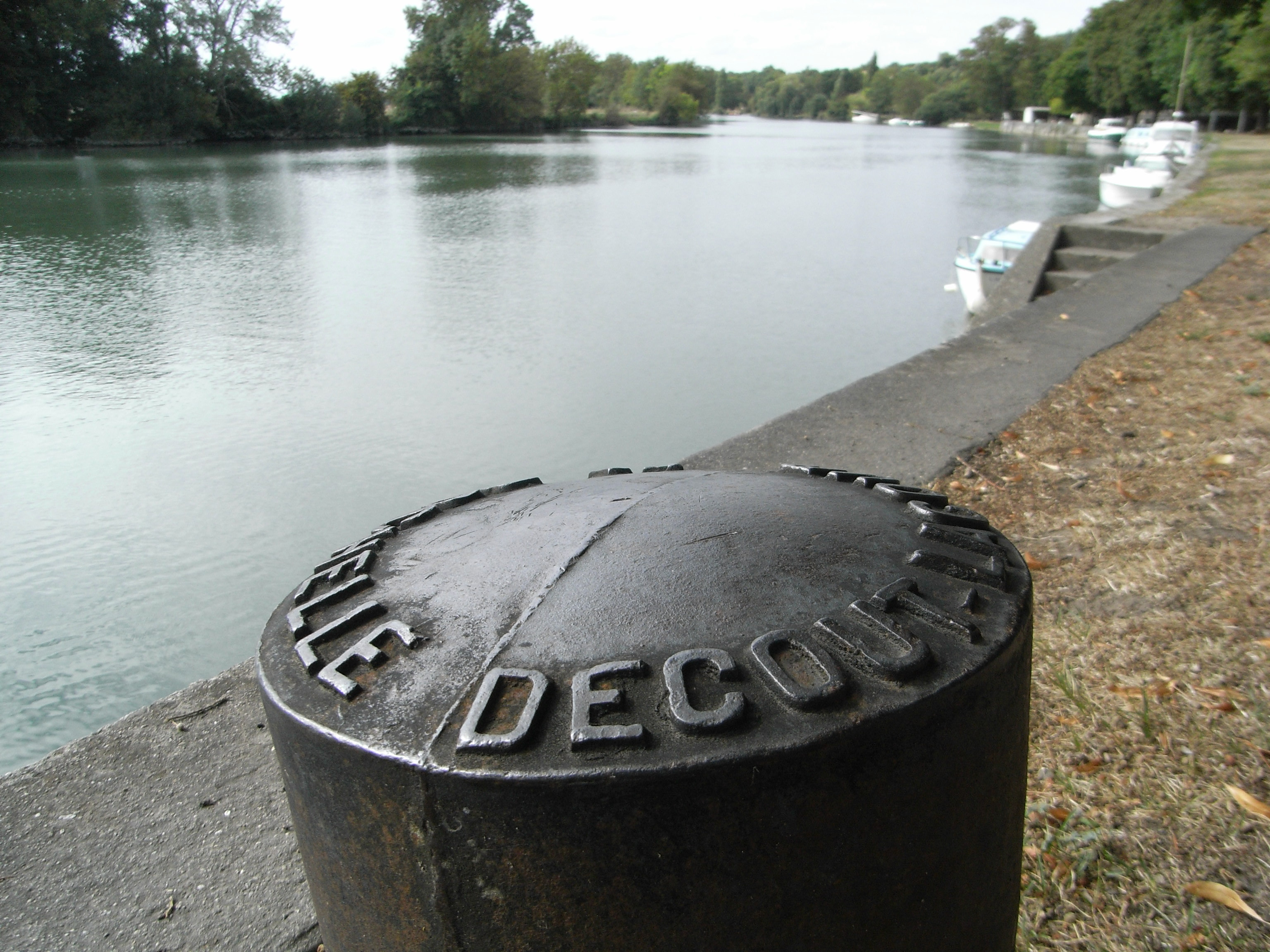
Sur port
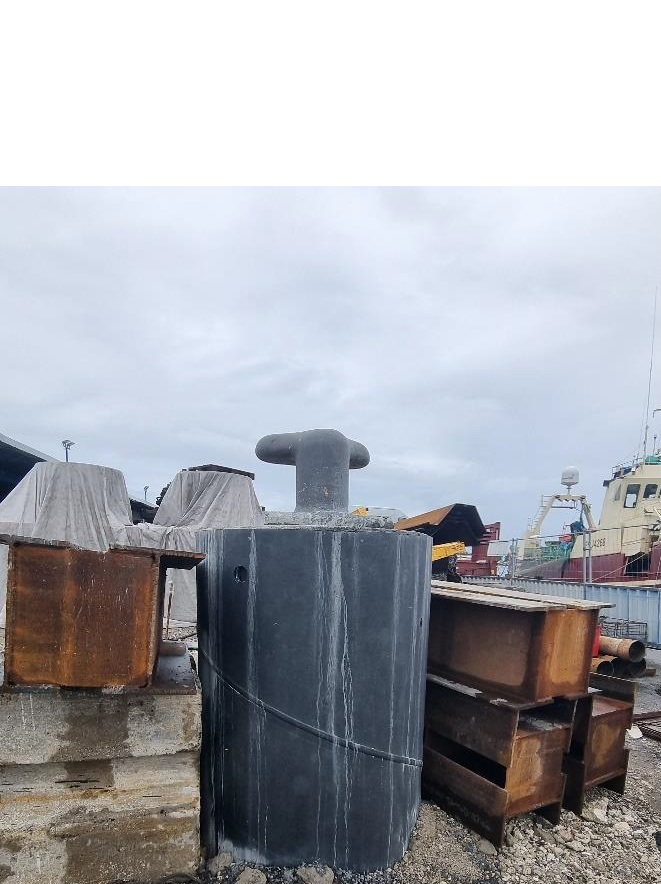
À Tahiti (pieu 50T)
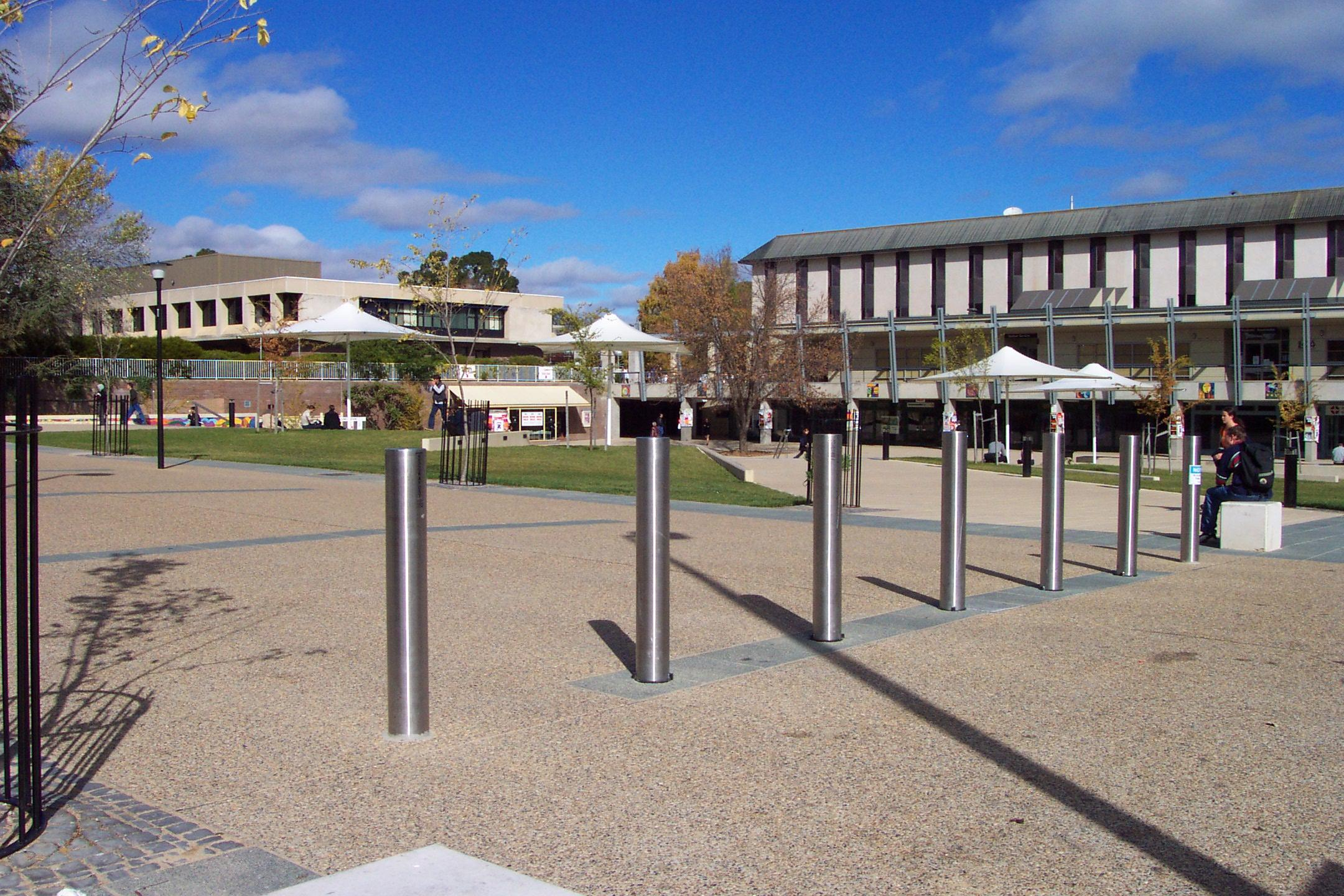
Bollard constitué de poteaux en acier inoxydable.